# Musique cubaine
 (août 2021).
Si vous disposez d'ouvrages ou d'articles de référence ou si vous connaissez des sites web de qualité traitant du thème abordé ici, merci de compléter l'article en donnant les références utiles à sa vérifiabilité et en les liant à la section « Notes et références ».

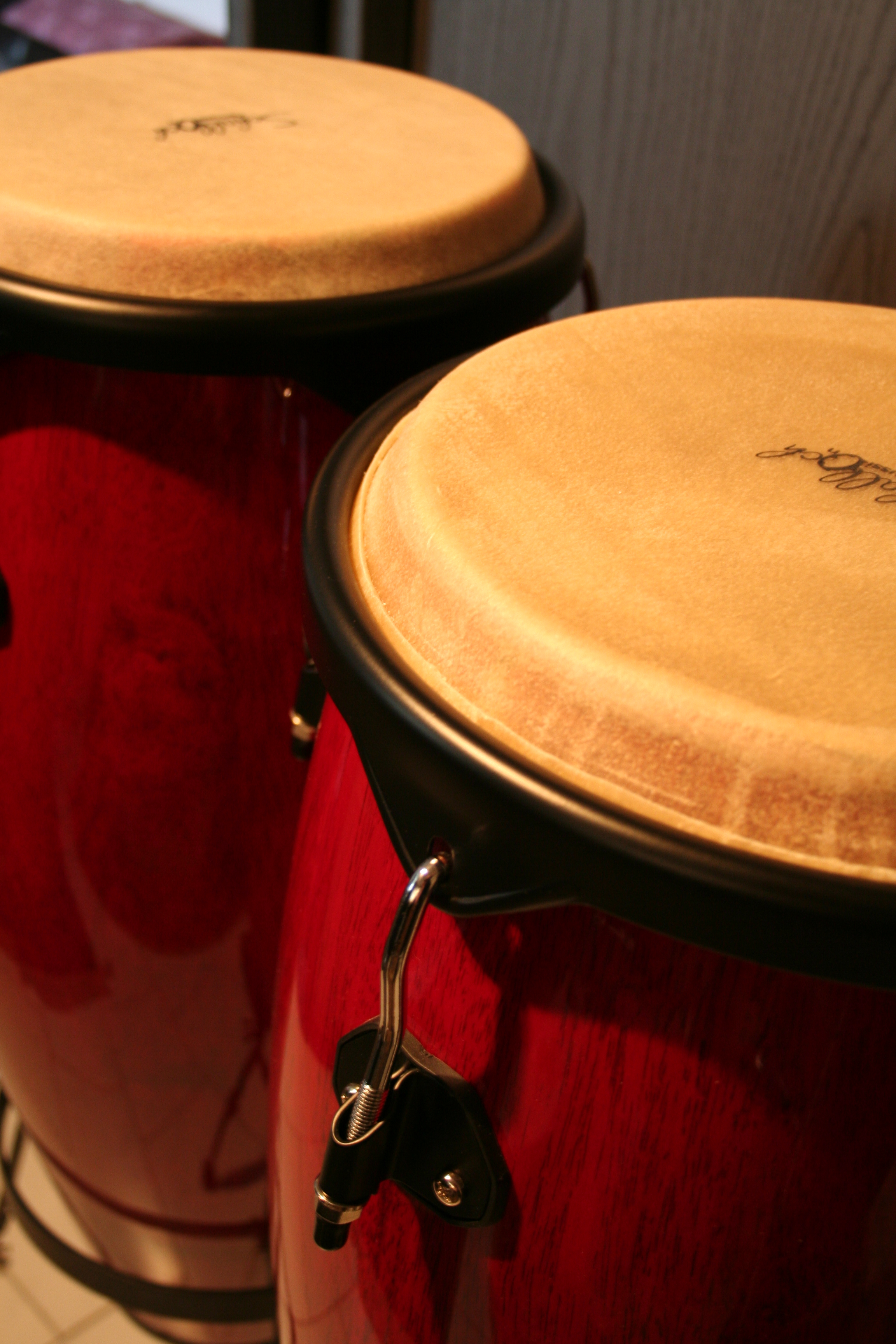
Congas, caractéristiques de la musique cubaine.

La musique cubaine est issue d'un métissage culturel entre des musiques autochtones, et d'autres venues d'Europe, d'Afrique, d'Asie et du continent américain. Toute classification que l'on entend faire de la musique cubaine dépendra plutôt du degré de métissage culturel entre les influences espagnoles et africaines qu'on y découvre, car en réalité c'est le résultat créatif riche et complexe de ces deux sources, auquel il s'est ajoutée historiquement l'influence des cultures et des courants musicaux les plus divers.

## Histoire
La musique cubaine est le résultat de la fusion entre la percussion africaine et la guitare espagnole. Cette fusion sera plus tard enrichie par d’autres instruments musicaux arrivés de l'Amérique du Sud tels les « claves » (petits bâtons en bois) et les maracas, faites à partir des arbres typiques cubains appelés « güiras ». Le Son, genre musical né vers la fin du XIXe siècle, constitue la base de pratiquement toute la musique cubaine contemporaine, étant lui aussi le précurseur de la salsa et s’étant vite répandu à Cuba pendant les premiers vingt ans du XXe siècle.
Santiago de Cuba est le berceau de nombreux genres musicaux cubains tels le boléro cubain et le Son, des rythmes qui se sont diffusés partout et qui ont influencé à leur tour d’autres musiques du bassin caribéen. On sait que le Son cubain est arrivé à Santiago au début du XXe siècle, et qu’il a vu le jour dans les montagnes qui entourent cette ville. Il est entendu pour la première fois de la voix des Guajiros (fermiers) qui allaient d’une contrée à l’autre, guitare à la main, en faisant courir des bruits et des nouvelles tels les ménestrels et jongleurs du Moyen Âge. C’était aussi le temps de la naissance de la Première République, ainsi, le son devient un excellent moyen pour renforcer les idéaux de liberté du peuple et les plus grandes aspirations de la jeune nation cubaine.
Le boléro cubain, quant à lui, a des origines qui remontent à la deuxième moitié du XIXe siècle. Il est né lui aussi à Santiago de Cuba, sous les balcons et les vérandas, derrière les fenêtres coloniales où se cachait « la bien-aimée », souvent une femme courtisée par un musicien ou simplement par un amant inconsolable qui se faisait accompagner par un trio ou un petit orchestre qui chantait une sorte de sérénade « à la napolitaine » aux accents d’opéra et de romances françaises.
Le grand succès qu'ont le boléro et le son est aussi dû en partie aux agitations politiques et aux fréquents changements de régimes qui avaient secoué Cuba pendant les premières trente années du XXe : ces chansons servaient à l’époque pour dénoncer les fléaux sociaux qui touchaient la société cubaine et l’ingérence militaire, économique et politique du puissant voisin nord-américain. Alors, le Son fit son entrée dans les principales salles de bal de l'Oriente cubain, voyageant des campagnes aux villes et vice-versa, jusqu’à ce qu’il débarque triomphalement à La Havane, plein de paroles à double sens et de dictons malicieux. Boléro et son seront joués par des musiciens légendaires tels Miguel Matamoros, Sindo Garay, Pepe Sánchez, Manuel Corona, Miguelito Cuní, Ñico Saquito et, enfin et surtout, Joseíto Fernández, compositeur de guantanamera. Ces personnages mythiques jetèrent les fondements des riches traditions artistiques cubaines et d’un grand éventail composé de plusieurs variantes musicales régionales qui donnent lieu, des années plus tard, à d’autres tendances comme le mambo, le cha-cha-cha, la salsa et le filin.
La musique cubaine, quoique distincte en elle-même, possède comme élément commun le mélange des différentes cadences tropicales et des compositions musicales novatrices. Avec un usage cubanisé des instruments, elle a su reconstituer ses racines sonores, européennes et africaines, auxquelles se sont ajoutées des influences caribéennes et sud-américaines tels les sons apportés par la marímbula ou botijuela. En somme, la grande famille musicale cubaine, composée de mambo et salsa, son et boléro, des guitares et percussions, de danse et feeling, conquiert le monde, et en partant de Santiago de Cuba fait salle comble à La Havane, Paris, Mexico et New York, pour s’installer à jamais au sommet de la culture universelle.
Après la révolution cubaine les grandes sociétés de distribution ont cessé de diffuser très longtemps les œuvres des musiciens qui travaillaient dans l'île. C'est surtout depuis la sortie du film Buena Vista Social Club et l'éveil de Ry Cooder à la musique cubaine que le monde redécouvre une infime partie de la richesse musicale de Cuba.

## Communautés autochtones
Il reste peu de chose des peuples antillais qui avaient habité à Cuba. Parmi les différentes cultures qui existent — et qui sont décimées au XVIe siècle—il y avait les peuples siboney, taíno et guanajatabibe. Ils ne transmettent aucun héritage musical, les historiens témoignent la présence de formes de danse, de musique et différents instruments.
Grâce aux études archéologiques et aux récits des chroniqueurs, il est possible de connaître le mode de vie des aborigènes et, dans ce cadre, leur développement culturel. La musique aborigène était un moyen de communication magico-religieux, avec lequel ils aspiraient à dialoguer avec des forces invisibles pour faciliter la réalisation de leurs objectifs magiques, représentés à travers les areítos, considérés comme de véritables rituels qui unifiaient toute une série de manifestations culturelles. Dans les témoignages adressés par Fray Bartolomé de las Casas dans Historia de las Indias, il est dit que les paroles chantées dans les areítos faisaient référence aux récits de leurs traditions, à l'histoire de leurs origines, à la succession de leurs caciques et aux légendes sur leurs dieux.
Ils utilisent des instruments de musique avec des éléments naturels qui sont perfectionnés plus tard, parmi lesquels se distinguent les suivants : tambours ou mayohuacán, guamos ou trompettes aux escargots ; flûtes articulaires ou osseuses ; maracas ; des sifflets et des cloches qu'ils fabriquaient avec des escargots univalves, principalement de l'espèce Oliva reticularis. Ils utilisaient également des flûtes comme instrument de musique à vent. A Arroyo de Palo (Mayarí), les archéologues Ernesto Tabío et José Manuel Guarch Delmonte ont trouvé la seule flûte fabriquée à partir d'un os d'oiseaux signalée à Cuba, cet instrument a été trouvé par un agriculteur près d'une sépulture d'un enfant aborigène.
Avec l'extermination de la population autochtone, une partie de leur culture a péri, bien que grâce aux progrès scientifiques et à la légende occasionnelle racontée de génération en génération, il a été possible de découvrir plusieurs de leurs mystères spirituels et matériels qui clarifient la question de savoir si oui ou non il n'existait pas d'environnement musical dans la communauté primitive.

## Genres musicaux
Par ordre alphabétique, les genres incluent : boléro cubain, cha-cha-cha, changüí, conga, contradanza, danzón, filin, guajira, guaracha, habanera, jazz afro-cubain, mambo, mozambique, nueva trova, pachanga, punto guajiro, rumba, son, songo, timba, trova et tumba francesa.
Par ordre chronologique, ces genres apparaissent comme suit : conga, punto guajiro, guaracha, tumba francesa, contradanza, rumba, habanera, trova, changüí, danzón, boléro, son, guajira, mambo, jazz afro-cubain, filin,  cha-cha-cha, pachanga, mozambique, nueva trova, songo, timba (et timbaton). Les autres genres comprennent notamment : sucu-sucu, et pilon.
Quelques artistes cubains chantent de la salsa, qui n'est pas un genre cubain seulement mais international et qui est apparu en fait dans l'East Harlem à New York, basé sur différents genres cubains mais également porto-ricains et colombiens entre autres. Le reggaeton originaire du Panama s'est répandu à d'autres pays, principalement à Porto Rico et Cuba, où l'on parle de cubaton.

## Instruments
Les instruments utilisés dans la musique cubaine sont le résultat de plusieurs siècles d’innovation et de développement.

### Instruments européens
Les instruments importés à Cuba d'Europe comprennent des instruments à cordes, plusieurs sortes d'instruments à vent comme les bois et les cuivres, des claviers et des percussions. Leurs principaux pays d'origine sont l'Espagne, la France, l'Allemagne, l'Angleterre et l'Italie. Beaucoup d'instruments espagnols sont d'origine arabe et d'autres sont des instruments folkloriques comme des tambours, des percussions et différentes flûtes. Les cordes, les cuivres, les bois et les claviers viennent des autres pays européens.
Les instruments de la famille de la guitare sont parmi les premiers instruments à être importés à Cuba, déjà lors du XVe siècle. Ils étaient utilisés principalement dans des chansons genre troubadour et ils comprennent des vihuela, des bandurria et des laúd. La guitare évolue à partir de ces premières versions, comme le sont des variétés plus petites comme le requinto et le tiple. Les instruments de la famille du violon apportés à Cuba furent tous les instruments de la famille des violes de gambe. Ils furent utilisés dans de la musique symphonique, des opéras et du théâtre lyrique.
Beaucoup de bois et de cuivres arrivèrent à Cuba pendant le XVIe siècle avec les fanfares militaires. La corneta ou cornet était d'usage courant en Espagne dans la musique militaire. Plus tard les Français apportèrent au XVIIIe siècle des piccolos, des flûtes à cinq clefs, des hautbois, des clarinettes, des cuivres, des trompettes et des cors. Bien qu'il ne fasse pas précisément partie des bois ni des cuivres, la botija est un instrument important de la musique cubaine populaire traditionnelle. La botija (ou botijuela) est une large cruche en céramique qui était utilisée à l'origine pour transporter l'huile d'olive depuis l'Espagne, et elle fut utilisée comme un instrument de basse jusqu'au milieu du XIXe siècle dans le son.
Les instruments à clavier tels que les orgues, l'accordéon et le piano arrivèrent à Cuba très tôt après leurs inventions respectives en Europe car l'île était le principal port de commerce des Caraïbes. L'orgue à tuyaux arriva d'Espagne dans la cathédrale de Santiago de Cuba en 1544, plus tard, différents types d'orgues sont apportés par les Français à la fin du XVIIe siècle. Une version cubaine appelée órgano oriental est développée dans la province de l'Oriente à la fin du XIXe siècle. Cet orgue ressemble à un piano mécanique et il peut jouer des valses, des polkas et de la musique cubaine.
Le piano arrive avec les Français qui fuyaient la révolution haïtienne à la fin du XVIIIe siècle. Il n'appartient qu'au répertoire de musique classique jusqu'au XIXe siècle et le développement de styles populaires comme la contradanza, la guaracha et la guajira. Le piano est incorporé dans la musique populaire cubaine au début du XXe siècle, il devient alors éventuellement une partie de la section rythmique de certains ensembles (telle qu'avec l'instrumentation charanga). Vers 1940, il est incorporé à l'instrumentation du conjunto dans l'interprétation du son.
L'accordéon est utilisé principalement dans la musique paysanne à la fin du XIXe siècle dans des ensembles appelés charanguitas.
L'Espagne contribue à amener beaucoup d'instruments de percussion à Cuba. Les castañuelas (castagnettes) accompagnaient certaines danses; la pandereta est un tambourin équipé de petites cymbales tandis que le pandero est un tambourin sans cymbale. La pandereta portoricaine est dérivée du pandero espagnol car elle n'a pas de cymbale. Elle est aussi accordable. D'autres instruments de percussion furent introduits d'Europe à la fin du XVIe siècle comme la timbale française.

### Instruments africains
Les croyances et les pratiques africaines ont exercé une puissante influence sur la musique de Cuba. La percussion polyrythmique est un élément inhérent à la musique africaine, tout comme le style de la mélodie fait partie de la tradition musicale européenne. Aussi, dans la tradition africaine, la percussion est toujours associée au chant et à la danse, ainsi qu'à un environnement social particulier.

#### Instruments yoruba
Les instruments sont originaires du Nigeria et recréés par le peuple Yoruba à Cuba.
Les tambours batá sont joués en groupe de trois : l’Iyá est le plus gros, l’Itótele est le moyen et le petit est appelé okónkolo. Le batá peut être accompagné par un petit shaker mettalique, l’atcheré.
L'agbe (agüe/agwe) (aussi connu comme chékere) et le güiro sont des instruments faits avec des courges. Le güiro est un râcle : la surface de la courge est taillée en rainures sur lesquelles on frotte une baguette ou un peigne. Il existe aussi des versions modernes en bois ou en métal. L'agbe est recouvert de petites perles ; on le tient d'une main et on le frotte avec la main opposée. Ils sont souvent joués par groupe de trois ou plus, et appelés selon leur taille le kachimbo ou golpe - le plus gros -, le segundo ou mula - de taille moyenne - et le caja - le plus petit. L'agbe peut être associé avec une petite cloche de fer appelée guataca ou agogo.
Les tambours bembé, un ensemble de trois tambours faits de bois de palmier avec des peaux clouées et accordées à chaud et les tambours iyesá, un ensemble de quatre tambours sacrés à deux têtes, cylindriques, faits de cèdres découpés à la main et joués avec des bâtons. Les iyesá sont divisés en caja, segundo, tercero et bajo, ce dernier est joué avec les mains. Ils sont accompagnés par deux cloches agogo et un güiro.

#### Instruments du Dahomey
Les instruments créés à Cuba par les peuples Arará amenés comme esclaves ainsi que par ceux qui arrivèrent dans la province d'Oriente à la suite de la révolution haïtienne comprennent :
- les tumbas francesas, quatre larges tambours peints, accordés avec du cuir cerclé en travers de leurs têtes. Ils sont divisés en parties appelés premier ou redublé, sécond, bulá ou bebé et tambora ; le catá est une pièce en bois ou en bambou placée sur un banc en bois qui est frappée avec une sorte de baton; le chachá ou maruga est un shaker en métal ;
- les tambours arará, trois tambours de cérémonie utilisés par le peuple Arará dans leurs cérémonies. Ils sont similaires aux tumba francesa et consistent en un large tambour appelé caja ou junga, le junguedde et le juncito, ils sont de taille et de forme similaire et joués avec deux bâtons. Un quatrième tambour est parfois utilisé, le jun. Des instruments additionnels comprennent l'ogán (une cloche), le palos (bâtons avec lesquels on frappe le corps du junga), et des shakers métalliques appelés cheré. Les tambours sont des troncs creusés avec une simple peau accordée par tension. Ils sont décorés de motifs géométriques et ils sont joués en les penchant sur un support ou un banc en bois.

#### Instruments du Congo
Les tambours utilisés dans le folklore religieux et séculaire de la culture congolaise (bantú) sont les makuta et les yuka. Les makuta, larges tambours rebondis, sont les précurseurs des congas. Les yuka sont des longs tambours cylindriques divisés en trois parties appelées caja (large), mula (moyen) et cachimbo (petit). D'autres instruments joués avec ces tambours sont des bâtons (joués sur le corps de la caja), et des shakers en métal portés sur les poignets du percussionniste, les nkembi. Un autre instrument bantú est le marímbula, qui ressemble à une grande sanza. Le marímbula fournit la fonction des basses dans les ensembles qui interprètent un des plus anciens styles de son cubain, le changüí.

### Instruments d'Asie
La corneta china (ou trompetica china) est un cor en métal, droit, qui est amené à Cuba par les Chinois pendant la période coloniale. Il se maintient dans les quartiers chinois de La Havane et il était joué durant les célébrations du carnaval par les comparsas asiatiques (troupes de carnaval). Vers 1910, elle est introduite aux comparsas de Santiago de Cuba où elle devient un élément permanent des congas santiagueras (groupes de conga de Santiago). Elle produit un son fort, nasal et perçant.

### Instruments indigènes
Des shakers, des hochets et d'autres types de maracas sont fréquemment notés par les historiens, souvent faits de bois et remplis de petits cailloux. Ces types de percussions existent aussi dans les cultures africaines et il subsiste des questions quant à savoir si les maracas des Caraïbes sont d'origine antillaise ou africaine.
Les tambours sont une composante importante de la musique et de la vie de tous les jours des Antilles. De nombreux tambours furent construits à partir de bûches creusées et jouées avec des maillets—ils ressemblaient beaucoup à des xylophones; une sorte fut appelée mayohuacán. D'autres étaient découpées avec des lignes dentelées et frappés avec des bâtons.
Des historiens notent aussi la présence de différentes variétés de flûtes et de sifflets en bois, de flûtes en os, et de conques utilisées comme cors et appelées fotutos. Comme tous les autres instruments mentionnés, les seules évidences de leur existence sont les notes de ceux qui ont enregistré l'histoire.

### Instruments hybrides
En combinant les éléments d'instruments européens, africains et (supposés) antillais, plusieurs instruments créoles furent créés à travers le développement musical de Cuba. Certains de ces instruments furent inventés à la suite du manque de matériaux de base et au besoin de leur substituer les matériaux disponibles ; d'autres instruments furent transformés ou améliorés, par exemple en ajoutant un dispositif d'accordage sur certains tambours.
Le tres cubain est dérivé de la guitare espagnole. Il est de taille plus petite et son cordage est constitué de trois groupes de doubles cordes.
La timbales  créole ou timbales est une adaptation de la timbale qui constituât à supprimer la forme en bol pour ne laisser que deux tambours cylindriques, munis de têtes accordables et montés sur un trépied en métal. Cette évolution fut complétée au début du XXe siècle quand les nouvelles timbales créoles furent utilisées dans des ensembles connus comme charangas qui interprétaient le danzón cubain. Les timbales créoles furent jouées dès cette époque avec des baguettes et elles se sont vu adjoindre des accessoires comme des cloches, des blocs en bois et des cymbales.
Une version plus petite, le timbalitos ou pailas, est parfois ajoutée pour former un ensemble de quatre tambours.  Le güiro (coque striée et évidée que l'on frotte avec une baguette) a une importance vitale dans de nombreux ensembles car son rôle est de garder le tempo par une pulsation consistante, et aussi de par les différentes sonorités qu'il produit, lesquelles renforcent la texture de la section rythmique.
Les Africains réduits en esclavage par les colonisateurs créèrent des tambours à partir de boîtes et de caisses de transport, ceci en particulier pour le style de musique profane appelé rumba. Le yambú est le plus ancien style de rumba et il était joué sur des cajones. Des grandes caisses à poissons servaient de tambour basse ou tumba, et les petites boîtes à chandelles au timbre aigu servaient de tambour soliste ou quinto. Les cajones sont toujours très populaires aujourd'hui et ils sont souvent accompagnés par des palitos (paire de petits cylindres en bois) avec lesquels on frappe soit les cajones, soit une pièce de bambou ou de bois, soit encore des cucharas, une sorte de râteau métallique appelé le maruga ou d'autres shakers.
Les bongos cubains sont deux petits tambours reliés par une fine pièce en bois. Ils sont souvent tenus entre les genoux. Quelquefois, ils sont désignés comme un seul instrument : le bongó. Le plus grand tambour, accordé dans les basses, est appelé hembra (femelle en espagnol), le petit accordé dans les aigües est le macho (mâle en espagnol). Ils sont joués avec les doigts et les paumes des mains, et ils offrent de grandes possibilités sonores. Les bongos ont été développés à partir de leur prédécesseurs africains dans la province de l'Oriente, et ils font partie de l'instrumentation du son. À l'origine, les peaux de ces tambours était clouées et accordées avec de la chaleur, mais des dispositifs mécaniques d'accords ont été rajoutés. Les bongos d'aujourd'hui sont fabriqués aussi bien en fibre de verre qu'en bois.
Le tambour tumbadora ou conga est un tambour en forme de tonneau fait de bandes de bois. Il est dérivé du tambour makuta d'origine congolaise. Le tumbadora avait une peau clouée, et un dispositif mécanique d'accordage lui fut souvent ajouté. Les premiers tumbadoras furent utilisés dans les comparsas (groupes de carnaval) et ils étaient aussi appelés tambores de conga. Il y a trois sortes de tumbadoras: le tambour basse appelé tumbadora ou tumba, le tambour de taille moyenne appelé conga et le plus petit au son aigu qui est appelé le quinto. Dans la rumba, le quinto est celui avec lequel le musicien improvise ou effectue des solos, alors que des cellules régulières et répétitives sont jouées sur les deux autres.
Le bombo criollo (tambour basse créole) est un tambour militaire à deux têtes et accordable. Il est originaire d'Europe, adapté et utilisé dans les congas de comparsas, et joué avec une grosse baguette ronde qui ressemble à un maillet et l'autre main nue. Une autre percussion populaire dans l'instrumentation de la comparsa est le sartenes (ou poêles) qui consiste en deux pièces de métal en forme de poêle à frire montées sur un support en bois, le tout suspendu du cou du musicien. Cet instrument se joue avec deux baguettes en bois ou en métal.
De nombreuses sortes de cloches sont utilisées dans la musique populaire de Cuba, la populaire cencerro créole est modelée d'après l’ekón Abakuá. C'est une simple cloche sans battant qui est jouée avec un morceau de bois, et qui a deux sons principaux : un son ouvert - produit en frappant le bord de la bouche de la cloche ; et un son fermé - produit en pressant les doigts de la main qui tiennent la cloche contre son fond tout en frappant le centre de la cloche.
Bien que ce soit un instrument primitif, le quijada (mâchoire inférieure de cheval, d'âne ou de mule) a un son très populaire et facilement reconnaissable, et il a inspiré la création contemporaine du « vibra-slap ». La mâchoire (ou des parties de squelette de cheval, d'âne ou de mule) produisent un son distinct, brisé et hoquetant, quand il est frappé, ceci par la vibration des dents. Il est appelé jawbone en Louisiane. Le quijada suit le rythme de la clave dans des morceaux au rythme puissant et il n'est jamais utilisé pour accompagner des douces mélodies.
La batterie est intégrée dans la musique populaire cubaine dès les années 1920 quand les premiers ensembles de jazz et d'autres musiques fusionnent avec le son et d'autres styles. Dans les années 1940 et 1950, la musique cubaine bénéficie d'un mariage heureux avec le jazz. Un des précurseurs les plus reconnus de cette période est Guillermo Barreto dont l'immense talent en tant que batteur et percussionniste l'amenât à collaborer avec des géants comme Benny Moré, Tommy Dorsey, Nat King Cole, Chico O'Farrill, Israel « Cachao » López et bien d'autres. Baretto a travaillé de nombreuses années comme batteur dans le night-club Tropicana de La Havane, où il a aidé à mettre fin au traitement raciste des musiciens cubains noirs. Walfredo de los Reyes (Sr.) est une autre figure importante dans le développement de la batterie dans la musique cubaine. Dans les dernières décennies, beaucoup de batteurs expérimentent et adaptent des rythmes traditionnels cubains, et ils les mélangent au vocabulaire déjà complexe des techniques de la batterie du jazz, du rock et du funk. Le batteur cubain Enrique Plá du groupe Irakere est un excellent exemple d'un batteur qui a une profonde connaissance de beaucoup de styles et de techniques, et qui continue son approche innovatrice en mélangeant des éléments de jazz, de funk et de musique brésilienne et cubaine. José Luis Quintana de Los Van Van contribue non seulement à créer le style songo, mais il est aussi un des premiers batteurs cubains à utiliser des tambours électroniques. Oscarito Valdés — connu pour son œuvre avec deux des plus fameux groupes de fusion de Cuba, Afro Cuba et Irakere — incorpore des séquenceurs et la technique de la pédale double de grosse caisse dans sa musique.

### Galerie

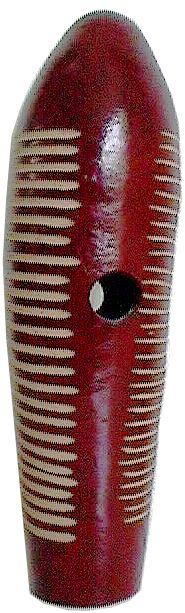
Güiro.
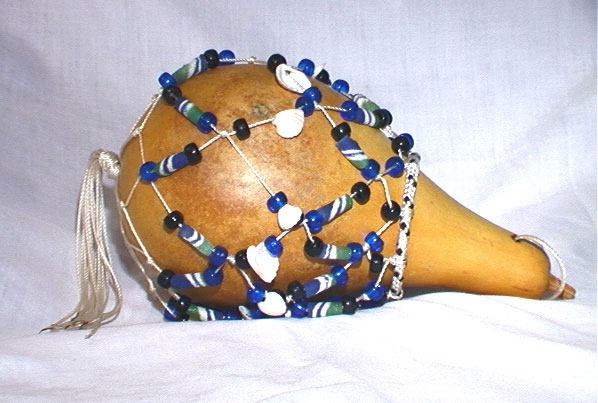
Chekeré.
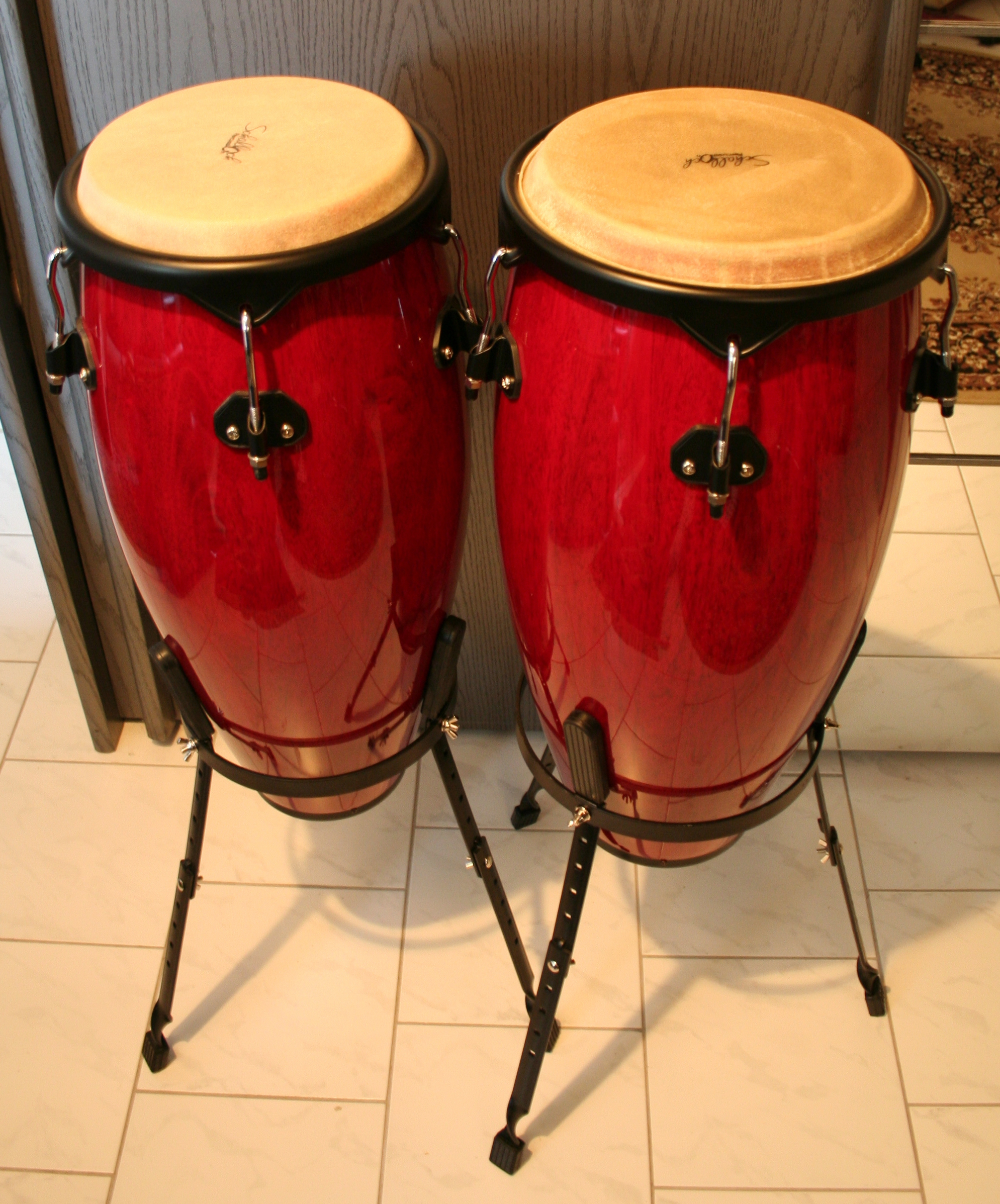
Congas.
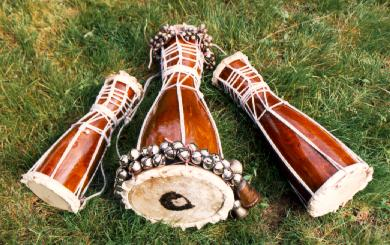
Batá.
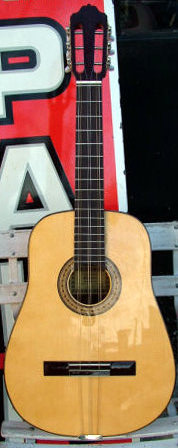
Tres.
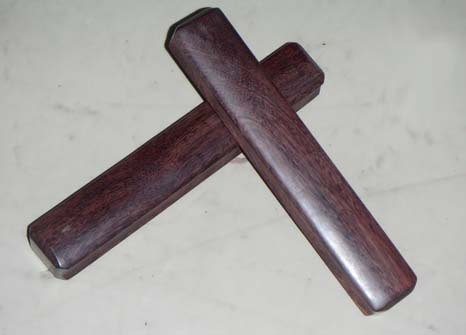
Claves.
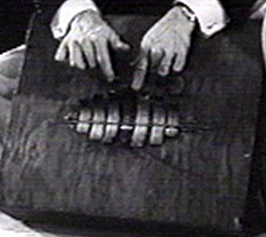
Marimbula.
Timbales.

## Thématiques
La chanson cubaine traditionnelle se caractérise par un certain nombre de thématiques récurrentes comme la femme et l'amour (sous toutes ses formes : amour nouveau, amour heureux, amour non correspondu, séparation, adultère…), la patrie, la réalité sociale cubaine, et la musique elle-même. La patrie, en particulier la nature et le monde agricole, mais aussi le monde urbain, sont couramment idéalisés. Les artistes et poètes chantent des hymnes à la flore (louanges au palmier royal…), aux éléments naturels et aux paysages de l'île, naturels (fleuves, cascades...) ou cultivés (la plantation de canne est un cadre fréquemment utilisé), à ses fruits (ananas, mangues…), et aux produits qui ont fait sa richesse et sa réputation à travers le monde : tabac, canne à sucre et café. Un certain nombre de chansons sont également consacrées à des villes en particulier. Fait notable pour une île, le thème maritime reste toutefois rare. La réalité sociale cubaine, en particulier le labeur du guajiro (paysan), les traditions, mais aussi certains événements politiques, sont fréquemment traités de façon satirique. La musique elle-même (rythmes, instruments…) est souvent évoquée par le biais d'une métaphore culinaire ou gustative (sabor, salsa…).
À partir de 1959, à la suite du triomphe de la révolution, la censure et les restrictions à la liberté d'expression ont entraîné une limitation des thématiques explorées et la révision de certains textes traditionnels jugés inadéquats par le régime, la diffusion des productions de la communauté en exil étant elle-même contrôlée.

## Groupes et artistes
Se sont illustrés notamment les groupes et artistes suivants sur chaque genre de musique cubaine. Au sein de la rumba (guaguanco...) se trouvent : Los Papines, Los muñequitos de Matanzas, et Rumbata de Camaguey. Au sein de la trova se trouvent: Sindo Garay, María Teresa Vera, Rosendo Ruiz, Ñico Saquito, Alberto Villalon, Manuel Corona, Miguel Faílde, compositeur de danzón, Joseíto Fernández (compositeur de Guajira Guantanamera), Carlos Puebla, compositeur de Hasta siempre, Comandante.
Les son cubain compte le Trio Matamoros de Miguel Matamoros (quelques œuvres : Son de la loma, Lágrimas negras), Ignacio Piñeiro, Septeto Habanero, Arsenio Rodriguez, Buena Vista Social Club (Compay Segundo, Omara Portuondo, Ibrahim Ferrer, Rubén González, Pío Leiva, Eliades Ochoa, Amadito Valdés, Barbarito Torres, Manuel « Puntillita » Licea, Manuel « Guajiro » Mirabal, Orlando « Cachaíto » López), Afro-Cuban All-Stars, Sierra Maestra, Polo Montañez, et Marta Topferova.
Dans le mambo, on retrouve Israel « Cachao » López, Pérez Prado, et Benny Moré. Dans le cha-cha-cha, ce sont : Enrique Jorrín (l'inventeur) et Orquesta Aragón. Dans la nueva trova, ce sont Pablo Milanés, Silvio Rodríguez, Noel Nicola, Carlos Varela, Addys Mercedes, Alejandro Filio, et Marta Topferova qui se distringuent. Dans la salsa, on distingue : Albita, Celia Cruz, Donaldo Flores, La Lupe, Orlando « Maraca » Valle, Sonora Matancera, Willy Chirino, et Mongo Santamaría.
Dans la timba on retrouve :  Adalberto Álvarez y su Son, Azúcar Negra, Bamboleo, Carlos Manuel y su clan, Cesar « Pupy » Pedroso, Chispa y los Complices, Dan Den, Danny Lozada y su timba cubana, El Noro, Emilio Frias (El Niño), Fidel Morales y Proyecto Nega, Havana D'Primera, Klimax, Issac Delgado, La Charanga Habanera, La Charanga Forever, Los Van Van, Maikel Blanco, Manolín (El Médico de la salsa), Manolito Simonet y su Trabuco, Maraca (ne joue pas que la timba), NG La Banda, Pachito Alonso y su Kini Kini, Papucho y Su Manana Club, Tirso Duarte, Paulito FG, et Yumurí y sus Hermanos.
Des groupes et artistes comme Clan 537, Cubanito, Cubanos en la red, Eddy-K, Kid Brown, Reynier Casamayor Griñán (en) (El Medico), Gente de Zona, Los 4, Los Salvajes, Orishas, et Triangulo Oscuro se distinguent dans les scènes reggaeton ey hip-hop cubain.
Dans le latin jazz, on distingue : Abraham Mansfarroll Rodriguez, Ernán López Nussa, Harold López-Nussa, Omar Sosa, Chucho Valdés, Bebo Valdés, et Armando Rodríguez Ruidíaz.